# Episodi di Dirk Gently - Agenzia di investigazione olistica (prima stagione)
La prima stagione della serie televisiva Dirk Gently - Agenzia di investigazione olistica è stata trasmessa sul canale statunitense BBC America dal 22 ottobre al 10 dicembre 2016.
In Italia la stagione è stata pubblicata interamente su Netflix dall'11 dicembre 2016.
| nº | Titolo originale                  | Titolo italiano               | Prima TV USA     | Pubblicazione Italia |
| -- | --------------------------------- | ----------------------------- | ---------------- | -------------------- |
| 1  | Horizons                          | Orizzonti                     | 22 ottobre 2016  | 11 dicembre 2016     |
| 2  | Lost & Found                      | Oggetti smarriti              | 29 ottobre 2016  | 11 dicembre 2016     |
| 3  | Rogue Wall Enthusiasts            | Furfanti appassionati di muri | 5 novembre 2016  | 11 dicembre 2016     |
| 4  | Watkin                            | Watkin                        | 12 novembre 2016 | 11 dicembre 2016     |
| 5  | Very Erectus                      | Molto Erectus                 | 19 novembre 2016 | 11 dicembre 2016     |
| 6  | Fix Everything                    | Sistemeremo ogni cosa         | 26 novembre 2016 | 11 dicembre 2016     |
| 7  | Weaponized Soul                   | Anima armata                  | 3 dicembre 2016  | 11 dicembre 2016     |
| 8  | Two Sane Guys Doing Normal Things | Due perfetti noiosi           | 10 dicembre 2016 | 11 dicembre 2016     |

## Orizzonti
- Titolo originale: Horizons
- Diretto da: Dean Parisot
- Scritto da: Max Landis

### Trama
Todd Brotzman ha perso il lavoro dopo che il miliardario Patrick Spring è stato assassinato nell'hotel dove lavora, un fulmine a ciel sereno per Todd che, con quei soldi, comprava le medicine per la sorella affetta da una rara malattia ereditaria, la pararibulite, che dà vita a terribili e dolorose visioni.
Fortunatamente Todd trova un biglietto della lotteria vincente sulla scena del crimine e il destino lo farà incontrare con un cane che vede per la terza volta e decide di riportarlo a casa, ed è proprio lì che vede Lydia Spring, la figlia scomparsa di Patrick Spring.
Nel frattempo, sopra l'appartamento di Todd, Farah Black, guardia del corpo di Patrick Spring, verrà salvata, grazie ad una pallottola sparata per sbaglio, da un ragazzo che voleva ucciderla.
Fuori dalla città, Ken Adams, un esperto di tecnologia assunto per costruire uno strano dispositivo per conto di alcune persone, viene rapito da una pazza che precedentemente aveva tentato di ucciderlo scambiandolo per Dirk Gently, anche se non ha la più pallida idea di chi sia, sa solo che deve ucciderlo e che l'universo la porterà da lui. Si definisce olistica, un'assassina olistica, e che non ha mai ucciso la persona sbagliata. 
Anche Dirk si definisce olistico, ma un detective olistico, e si intrufola in casa di Todd apparentemente senza nessun motivo, chiedendogli di fargli da amico e assistente nel caso dell'omicidio di Patrick Spring.
- Guest star: Richard Schiff (Zimmerfield), Aaron Douglas (Gordon Rimmer), Christian Bako (Ed), Michael Adamthwaite (Zed), David Lewis (Agent Weedle), Alison Thornton (Lydia Spring), Viv Leacock (Gripps), Zak Santiago (Cross), Osrich Chau (Vogle), Ben Wilkinson (Hermano Palacios)

## Oggetti smarriti
- Titolo originale: Lost & Found
- Diretto da: Dean Parisot
- Scritto da: Max Landis

### Trama
Dirk e Todd perlustrando in lungo e in largo alla ricerca di Lydia Spring si imbattono in Gordon Rimmer, un uomo che sembra avere una grande passione per Lux Dujour, cantante misteriosamente scomparso. Rubano il suo cane e lo usano come merce di scambio per Farah Black, ma Todd intravede un volto umano sul cane e, spaventandosi, lo lancia dal ponte. Nel frattempo Bart mostra a Ken che quello che dice è vero: lei non può morire perché l'universo lo impedisce.
- Guest star: Richard Schiff (Zimmerfield), Aaron Douglas (Gordon Rimmer), Christian Bako (Ed), Michael Adamthwaite (Zed), David Lewis (Agent Weedle), Alison Thornton (Lydia Spring), Jeremy Jones (Fred)

## Furfanti appassionati di muri
- Titolo originale: Rogue Wall Enthusiasts
- Diretto da: Michael Patrick Jann
- Scritto da: Max Landis

### Trama
Dirk e Farah trovano un indizio cruciale dietro una porta segreta della tenuta Webb. Amanda cerca di lasciare la casa. Il sorprendente passato di Rimmer viene alla luce.
- Guest star: Richard Schiff (Zimmerfield), Aaron Douglas (Gordon Rimmer), Osric Chau (Vogle), Viv Leacock (Gripps), Zak Santiago (Cross), Alison Thornton (Lydia Spring), Jay Brazeau (John Dollow), Jessica Lowndes (Jake Rainey), Mackenzie Gray (Lux Dujour)

## Watkin
- Titolo originale: Watkin
- Diretto da: Michael Patrick Jann
- Scritto da: Max Landis

### Trama
Mentre Todd e Dirk percorrono un pericoloso labirinto sotterraneo, Farah salva Amanda da un agente dell'FBI che non è più quello che sembra.
- Guest star: Richard Schiff (Zimmerfield), Christian Bako (Ed), Aaron Douglas (Gordon Rimmer), Michael Adamthwaite (Zed), Osric Chau (Vogle), Viv Leacock (Gripps), Zak Santiago (Cross), David Lewis (Agent Weedle), Alison Thornton (Lydia Spring), Jeremy Jones (Fred)

## Molto Erectus
- Titolo originale: Very Erectus
- Diretto da: Tamra Davis
- Scritto da: Max Landis

### Trama
Dirk e Todd trovano un tesoro sepolto ma perdono il gattino. Mentre Amanda entra a fare parte del Trio Chiassosi, Zimmerfield ed Estevez rintracciano Rimmer.
- Guest star: Richard Schiff (Zimmerfield), Michael Adamthwaite (Zed), Aaron Douglas (Gordon Rimmer), Christian Bako (Ed), Osric Chau (Vogle), Viv Leacock (Gripps), Zak Santiago (Cross), Alison Thornton (Lydia Spring), Fiona Vroom (Wilson), Eric Keenleyside (Capitano)

## Sistemeremo ogni cosa
- Titolo originale: Fix Everything
- Diretto da: Tamra Davis
- Scritto da: Max Landis

### Trama
Todd fa una confessione e Bart individua il suo bersaglio. Estevez comincia a capire tutto, mentre Dirk e Todd ricorrono a un'originale soluzione per sfuggire a Rimmer.
- Guest star: Aaron Douglas (Gordon Rimmer), Julian McMahon (Zackariah Webb), Christian Bako (Ed), Michael Adamthwaite (Zed), Osric Chau (Vogle), Viv Leacock (Gripps), Zak Santiago (Cross), David Lewis (Agent Weedle), Eric Keenleyside (Capitano)

## Anima armata
- Titolo originale: Weaponized Soul
- Diretto da: Paco Cabezas
- Scritto da: Max Landis

### Trama
Una settimana prima, Dirk e Todd scoprono la vera natura dell'invenzione di Webb. Poi si recano all'hotel e finiscono in un loop temporale.
- Guest star: Aaron Douglas (Gordon Rimmer), Julian McMahon (Zackariah Webb), Christian Bako (Ed), Michael Adamthwaite (Zed), David Lewis (Agent Weedle), Alison Thornton (Lydia Spring), Jeremy Jones (Fred), Ben Wilkinson (Hermano Palacios), Laura Mitchell (Catherine Spring), Jessica Lowndes (Jake Rainey), Shane Nicely (Jake Rainey negli anni '80), Matthew Bissett (Jake Rainey originale)

## Due perfetti noiosi
- Titolo originale: Two Sane Guys Doing Normal Things
- Diretto da: Paco Cabezas
- Scritto da: Max Landis, Andrew Black

### Trama
Todd presenta il caso a Estevez. Rimmer chiama i rinforzi. Lydia torna a essere sé stessa. Bart e Ken arrivano all'improvviso a sistemare le cose.
- Guest star: Aaron Douglas (Gordon Rimmer), Julian McMahon (Zackariah Webb), Christian Bako (Ed), Michael Adamthwaite (Zed), Osric Chau (Vogle), Viv Leacock (Gripps), Zak Santiago (Cross), David Lewis (Agent Weedle), Eric Keenleyside (Capitano)